# ردیف سیلندر

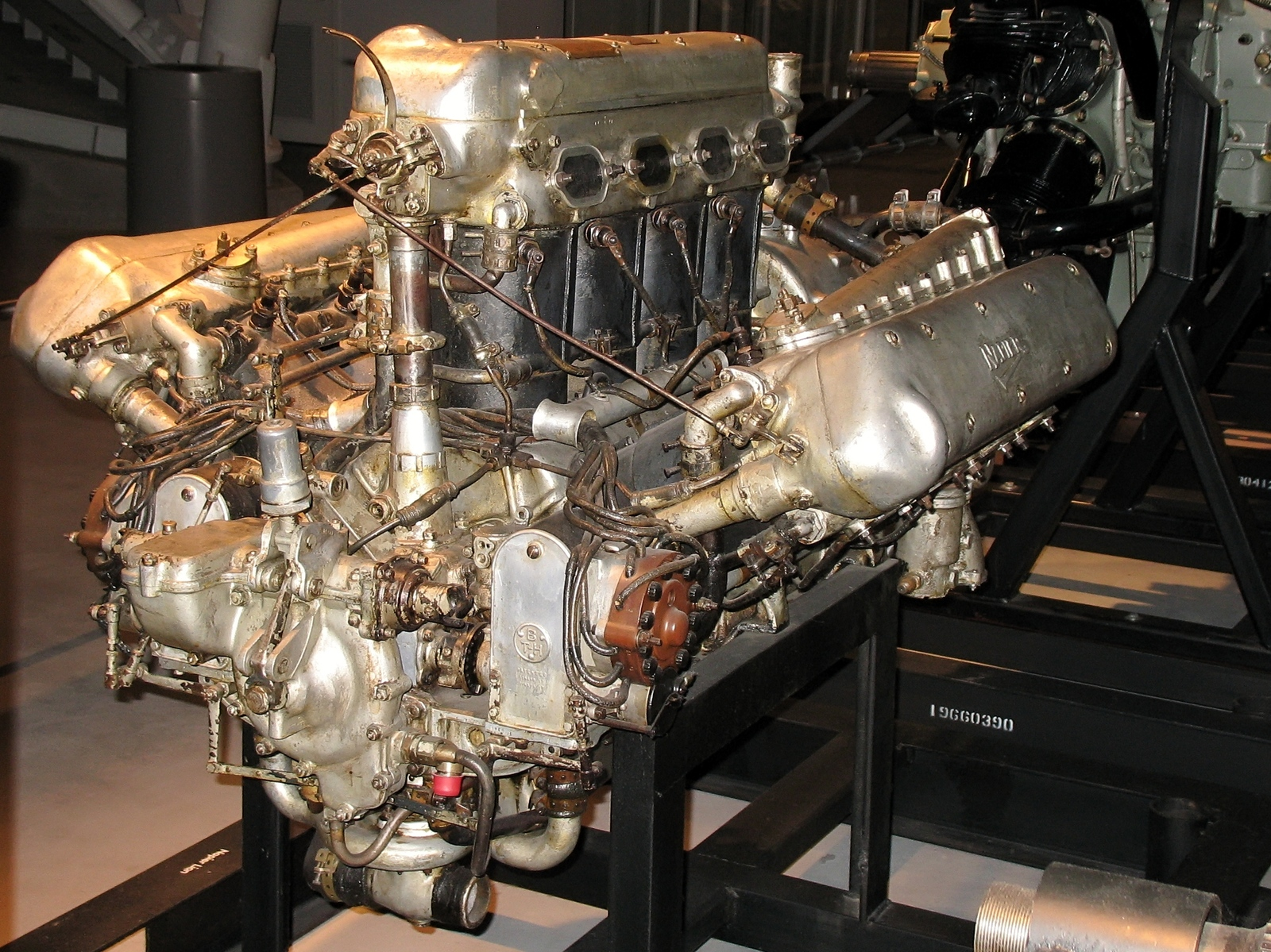
ناپیر لاین ۲ سال ۱۹۱۹، یک موتور هواگرد با سه ردیف سیلندر

موتورهای پیستونی معمولاً به گونه‌ای مرتب شده‌اند که سیلندرهای آن‌ها در خطوط موازی با میل‌لنگ قرار بگیرند. موتورهایی که سیلندرهای آن‌ها در یک خط واحد قرار دارند، با نام موتور هم‌راستا یا «موتور خطی» شناخته می‌شوند.
در جایی که سیلندرهای در دو یا چند ردیف مرتب شده باشند (مانند موتورهای وی شکل و موتورهای تخت)، هر ردیف از سیلندرها با نام یک ردیف سیلندر (انگلیسی: Cylinder bank) مورد اشاره قرار می‌گیرد. زاویهٔ بین ردیف‌های سیلندر نیز «زاویهٔ ردیف» نامیده می‌شود. موتورهایی که از چند ردیف سیلندر برخوردار باشند، نسبت به موتورهای هم‌راستا طول کمتری دارند و ممکن است به‌منظور کاهش لرزش موتور و جهت از بین بردن نیروهای نامتعادل حاصل از هر ردیف، طراحی شوند.

## تعداد ردیف‌ها
متداول‌ترین طرح‌بندی برای موتورهایی با پنج سیلندر یا کمتر، استفاده از یک ردیف سیلندر است که با عنوان طرح‌بندی هم‌راستا (یا «خطی») نامیده می‌شود. موتورهای شش سیلندر در طول تاریخ از طرح‌بندی هم‌راستا بهره‌مند بوده‌اند. با این حال، استفاده از طرح‌بندی وی‌شکل (با دو ردیف متشکل از سه سیلندر در هر کدام) در موتورهای شش سیلندر برای خودروهای کوچک‌تر، با توجه به این که در نمای خارجی از ابعاد کوچکتری بهره‌مند است، امروزه رواج بیشتری یافته‌است. در مواردی مانند موتور کامیون‌ها و مجموعهٔ ژنراتورها که طول کلی موتور محدود نیست، استفاده از موتورهای شش سیلندر خطی همچنان رایج‌تر است. طرح‌بندی‌هایی که دارای دو ردیف سیلندر هستند (معمولاً در طرح‌بندی‌های وی‌شکل)، به‌منظور به حداقل رساندن طول کلی موتور، در اکثر موتورهایی که تعداد سیلندرهای آن‌ها برابر با ۸ یا بیشتر از ۸ است، کاربرد دارند.
| تعداد ردیف‌ها | طرح‌بندی موتور    | توضیحات |
| ------------ | ---------------- | --- |
| یک           | موتور هم‌راستا    | با نام «موتور خطی» نیز شناخته می‌شود. |
| دو           | موتور وی‌شکل      | بعضی از موتورهای وی‌شکل با زاویهٔ بستهٔ میان سیلندرها، دارای یک سرسیلندر مشترک بین دو ردیف سیلندر هستند. به‌عنوان مثال، موتورهای وی‌آر و موتور وی۴ لانچیا. |
| دو           | موتور تخت        | بسیاری از موتورهای تخت با نام موتور باکسر شناخته می‌شوند.                                                                                              |
| سه           | موتور دابلیو شکل | دارای سه یا چهار ردیف سیلندر |
| چهار         | موتور دابلیو شکل | دارای سه یا چهار ردیف سیلندر |